# Birgit Kleinschmit

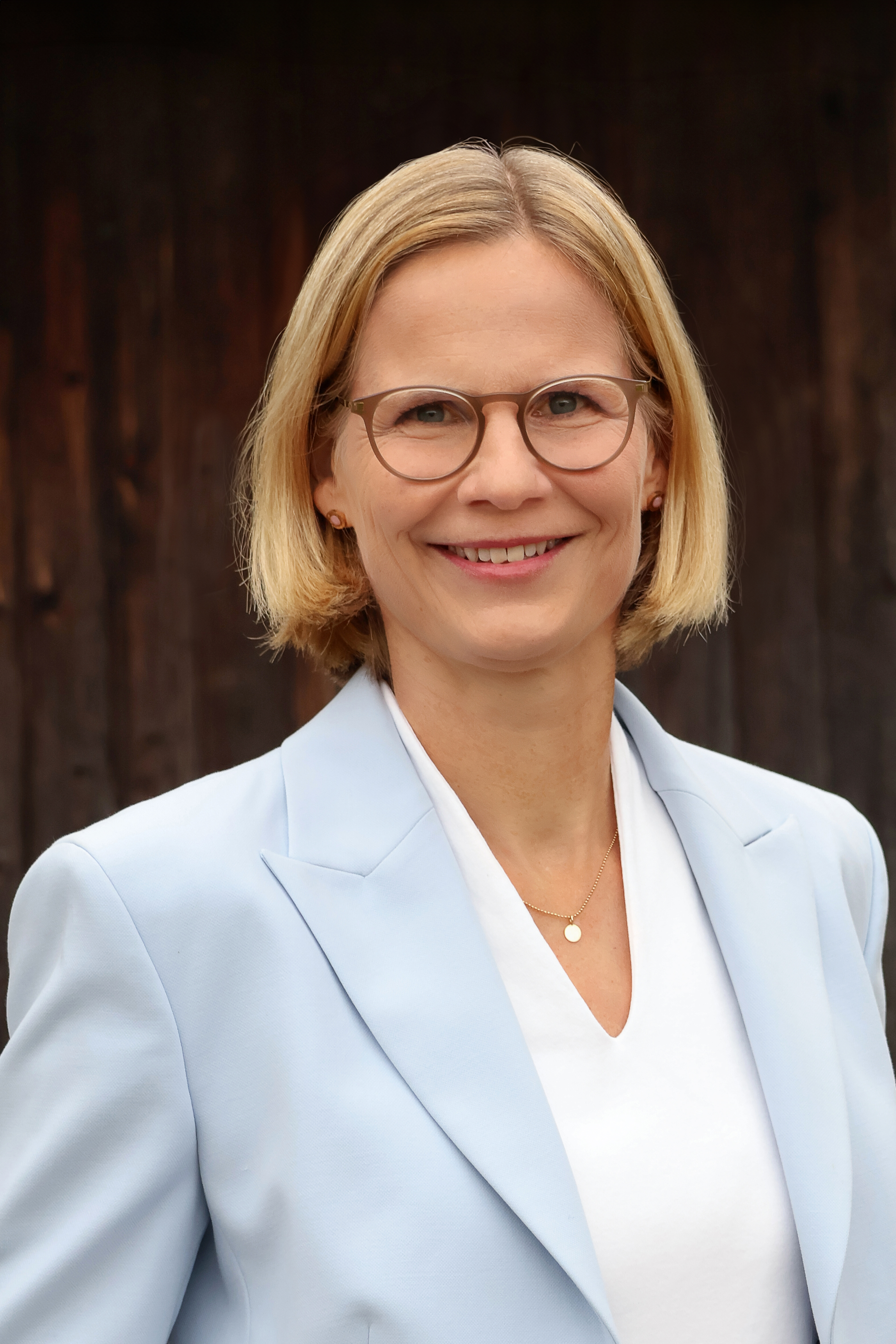
Birgit Kleinschmit (2024)

Birgit Kleinschmit (* 1973 in Münster) ist eine deutsche Forstwissenschaftlerin, Hochschullehrerin an der Technischen Universität Berlin und seit 2025 Präsidentin des Thünen-Instituts.

## Werdegang
Kleinschmit studierte von 1993 bis 1998 Forstwissenschaften an der Georg-August-Universität Göttingen. Nach einer Tätigkeit als wissenschaftliche Mitarbeiterin am Institut für Forsteinrichtung, Ertragskunde und Fernerkundung der Universität Göttingen von 1998 bis 2001 wurde sie mit der Arbeit im Bereich Naturwaldmonitoring mit Fernerkundungsmethoden zum Dr. forest. promoviert. Von 2001 bis 2003 arbeitete Kleinschmit als Softwareentwicklerin, bis sie 2003, mit 29 Jahren als eine der jüngsten Wissenschaftlerinnen, zur Juniorprofessorin am Fachgebiet für Geoinformationsverarbeitung in der Umweltplanung an der TU Berlin berufen wurde. Im gleichen Fachgebiet erfolgte 2011 der Ruf als ordentliche Professorin.
Im Februar 2025 trat Kleinschmit als Präsidentin des Thünen-Instituts die Nachfolge von Folkhard Isermeyer an.

## Privates
Kleinschmit lebt seit 2006 in Braunschweig. Sie hat zwei Kinder.

## Tätigkeiten und Mitgliedschaften
- seit 2003 Reviewerin u. a. für folgende wissenschaftliche Zeitungen: IJRS, Remote Sensing of Environment, Environmental Modelling and Software, Ecological Indicators, Science of the Total Environment
- seit 2005 Gutachterin u. a. für die Deutsche Forschungsgemeinschaft, Alexander-von-Humboldt-Stiftung, Deutsche Bundesstiftung Umwelt, BMBF
- 2008–2025 stellvertretende Geschäftsführende Direktorin des Institutes für Landschaftsarchitektur und Umweltplanung der TU Berlin
- seit 2010 Mitglied im Lenkungsausschuss des Geo.X-Forschungsnetzwerks für Geowissenschaften in Berlin und Potsdam
- 2012–2020 Leiterin der Special Interest Group „Analysis of remote sensing data“ der deutschen Gesellschaft für Photogrammetrie, Fernerkundung und Geoinformation
- 2014–2024 Studiendekanin und Vorsitzende des Prüfungsausschusses, TU Berlin
- seit 2015 Persönliche Mentorin für Doktorandinnen und Postdocs
- 2015–2024 Co-Sprecherin des DFG-Graduiertenkollegs „Urban Water Interfaces“
- 2016–2020 Mitglied der Kommission für die Vergabe von Promotionsstipendien der Elsa-Neumann-Stiftung
- 2016–2024 Mitglied im Auswahl- und Lenkungsausschuss der Berlin International Graduate School in Model and Simulation based Research (BIMoS) der TU Berlin
- 2019–2021 Mitglied im Transferbeirat der TU Berlin
- seit 2019 Mitglied im Wissenschaftlichen Beirat für Waldpolitik des Bundesministeriums für Ernährung und Landwirtschaft, seit 2023 stellvertretende Vorsitzende
- 2021–2024 Mitglied im Lenkungsausschuss der Einstein Research Unit „Climate and Water under Change (CliWaC)“
- 2022 Eingeladene Keynote auf der UN-Klimakonferenz in Scharm asch-Schaich 2022, COP 27, Kairo
- seit 2025 ständiger Gast im Vorstand der Deutschen Agrarforschungsallianz (DAFA)

## Auszeichnungen
- 2024: Auszeichnung als eine der 100 wichtigsten Köpfe der Wissenschaft in Berlin

## Schriften (Auswahl)
- Jürgen Bauhus, Ute Seeling, Matthias Dieter, Nina Farwig, Annette Hafner, Ralf Kätzel, Birgit Kleinschmit, Friederike Lang, Marcus Lindner, Bernhard Möhring: Die Anpassung von Wäldern und Waldwirtschaft an den Klimawandel. Berichte über Landwirtschaft-Zeitschrift für Agrarpolitik und Landwirtschaft, 2021, ISSN 2196-5099, doi:10.12767/buel.vi233.386.
- U. Schraml, B. Möhring, J. Bauhus, F. Lang, U. Seeling, N. Farwig, A. Hafner, R. Kätzel, B. Kleinschmit, M. Lindner, M. Niekisch: Mehr als „Gute fachliche Praxis“ – Vorschlag für eine anpassungsfähige Governance zum Erhalt resilienter Wälder und ihrer Ökosystemleistungen in Zeiten des globalen Wandels. Stellungnahme des Wissenschaftlichen Beirats für Waldpolitik. Berichte über Landwirtschaft-Zeitschrift für Agrarpolitik und Landwirtschaft, 235; 2023; BMEL, ISSN 2196-5099, doi:10.12767/buel.vi235.463.
- Ann-Kathrin Holtgrave, Felix Lobert, Stefan Erasmi, Norbert Röder, Birgit Kleinschmit: Grassland mowing event detection using combined optical, SAR, and weather time series; Remote Sensing of Environment. Volume 295, 1 September 2023, 113680; September 2023; Elsevier, doi:10.1016/j.rse.2023.113680.
- Christian Schulz, Michael Förster, Stenka Vulova, Alby Duarte Rocha, Birgit Kleinschmit: Spectral-temporal traits in Sentinel-1 C-band SAR and Sentinel-2 multispectral remote sensing time series for 61 tree species in Central Europe; Remote Sensing of Environment (RSE). 2024, doi:10.1016/j.rse.2024.114162.
- Chunyan Xu, Michael Förster, Tobias Gränzig, Johannes May, Birgit Kleinschmit: Relating soil moisture and Sentinel-2 vegetation index patterns to spruce bark beetle infestations prior to outbreak. Forestry: An International Journal of Forest Research. Oxford University Press, Februar 2024, doi:10.1093/forestry/cpae007.
- Li Hanyu, StenkaVulova, Alby Duarte Rocha, Birgit Kleinschmit: Spatio-temporal feature attribution of European summer wildfires with Explainable Artificial Intelligence (XAI); Science of The Total Environment. Elsevier, März 2024, ISSN 0048-9697, doi:10.1016/j.scitotenv.2024.170330.
- Lukas Blickensdörfer, Katja Oehmichen, Dirk Pflugmacher, Birgit Kleinschmit, Patrick Hostert: National tree species mapping using Sentinel-1/2 time series and German National Forest Inventory data; Remote Sensing of Environments. April 2024, doi:10.1016/j.rse.2024.114069.
- Sachverständigenrat für Umweltfragen (SRU); Wissenschaftlicher Beirat für Biodiversität und Genetische Ressourcen (WBBGR); Wissenschaftlicher Beirat für Waldpolitik (WBW), inkl. Kleinschmit, Birgit; Renaturierung: Biodiversität stärken, Flächen zukunftsfähig bewirtschaften; Geschäftsstelle des Sachverständigenrates für Umweltfragen (SRU); Herausgeber: Geschäftsstelle des Sachverständigenrates für Umweltfragen (SRU); Stellungnahme, April 2024, ISBN 978-3-947370-29-0.
- Alby Duarte Rocha, Stenka Vulova, Michael Förster, Beniamino Gioli, Bradley Matthews, Carole Helfter, Fred Meier, Gert–Jan Steeneveld, Janet Barlow, Leena Järvi, Chrysoulakis, Nektarios Giacomo Nicolini, Birgit Kleinschmit: Unprivileged groups are less served by green cooling services in major European urban areas, Nature Cities. Springer Nature Limited, Mai 2024, ISSN 1476-4687 (online), 0028-0836 (print), doi:10.14279/depositonce-22480.
- Chunyan Xu, Michael Förster, Philip Beckschäfer, Ulrike Talkner, Caroline Klinck, Birgit Kleinschmit: Modeling European beech defoliation at a regional scale gradient in Germany from northern lowlands to central uplands using geo-ecological parameters, Sentinel-2 and National Forest Condition Survey dataForest Ecology and Management. Elsevier, 2025, doi:10.1016/j.foreco.2024.122383.